# Aurélien Passeron
Aurélien Passeron (Nice, 19 januari 1984) is een Frans wielrenner. Hij is gespecialiseerd in sprinten, hoewel hij ook solo kan winnen. Hij maakte in 2007 zijn debuut in het profpeloton bij het Italiaanse Acqua & Sapone.
Passeron won in zijn eerste profjaar een rit in de Ronde van Burgos en pakte de zege in de GP Industria e Commercio Artigianato Carnaghese, waar hij solo de streep passeerde. Hij behaalde ereplaatsen in onder meer de Ronde van Japan en de Ronde van de Middellandse Zee.

## Belangrijkste overwinningen
2003
- Eindklassement Tour des Aéroports

2005
- Frans kampioen op de weg, Beloften

2006
- Firenze - Empoli
- Trofeo Franco Balestra - Memorial Giampietro Metelli
- 1e etappe Giro Ciclisto Pesche Nettarine di Romagna
- 2e etappe Giro della Toscana (U23)

2007
- 3e etappe Ronde van Burgos
- GP Industria e Commercio Artigianato Carnaghese

## Resultaten in voornaamste wedstrijden
| Jaar | Ronde van Italië | Ronde van Frankrijk | Ronde van Spanje |
| ---- | ---------------- | ------------------- | ---------------- |
| 2008 |                  | opgave (*)          |                  |

| Jaar | Milaan-San Remo | Gent-Wevelgem | Amstel Gold Race |
| ---- | --------------- | ------------- | ---------------- |
| 2008 | 76e             | 31e           | 104e             |